# Kia Stinger
De Stinger is een automodel uit de middenklasse van het Zuid-Koreaanse merk Kia. Het model werd voor het eerst gepresenteerd in 2017 op de NAIAS. Een conceptmodel waarop deze auto gebaseerd is werd in 2011 al getoond als de Kia GT Concept. Het model is in Frankfurt mede ontwikkeld door Albert Biermann, wie voorheen werkzaam was bij BMW M.

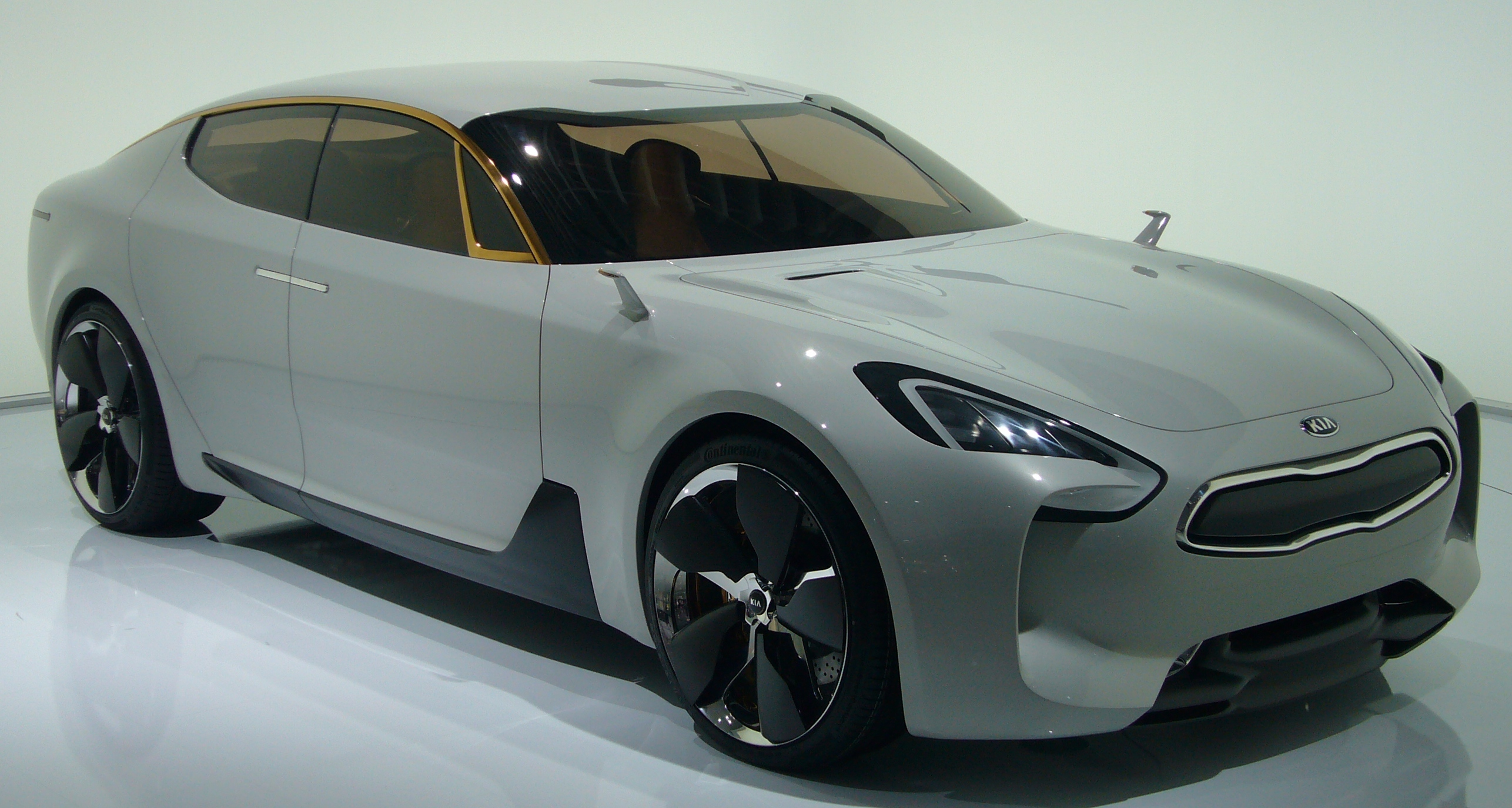
GT Concept
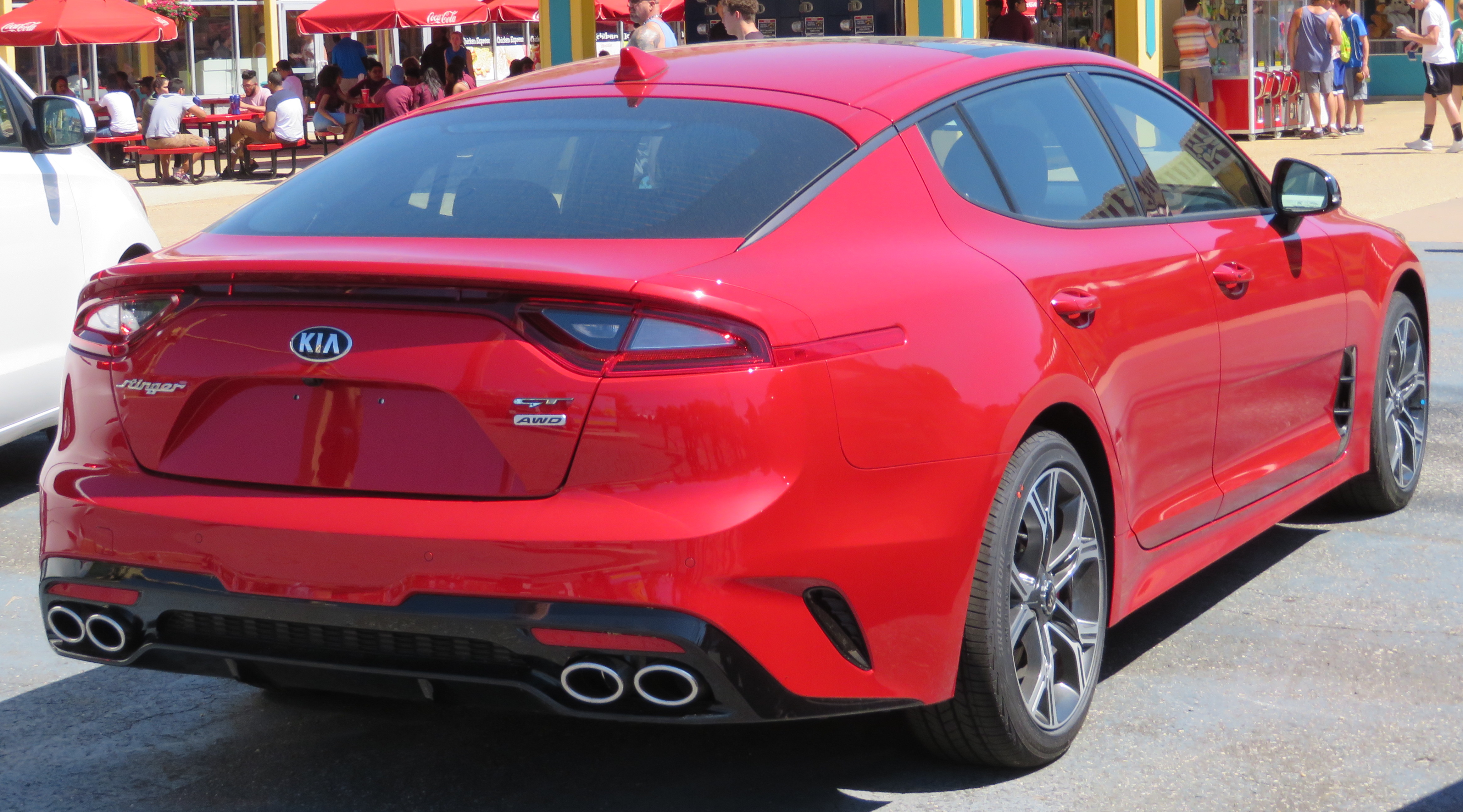
Achteraanzicht
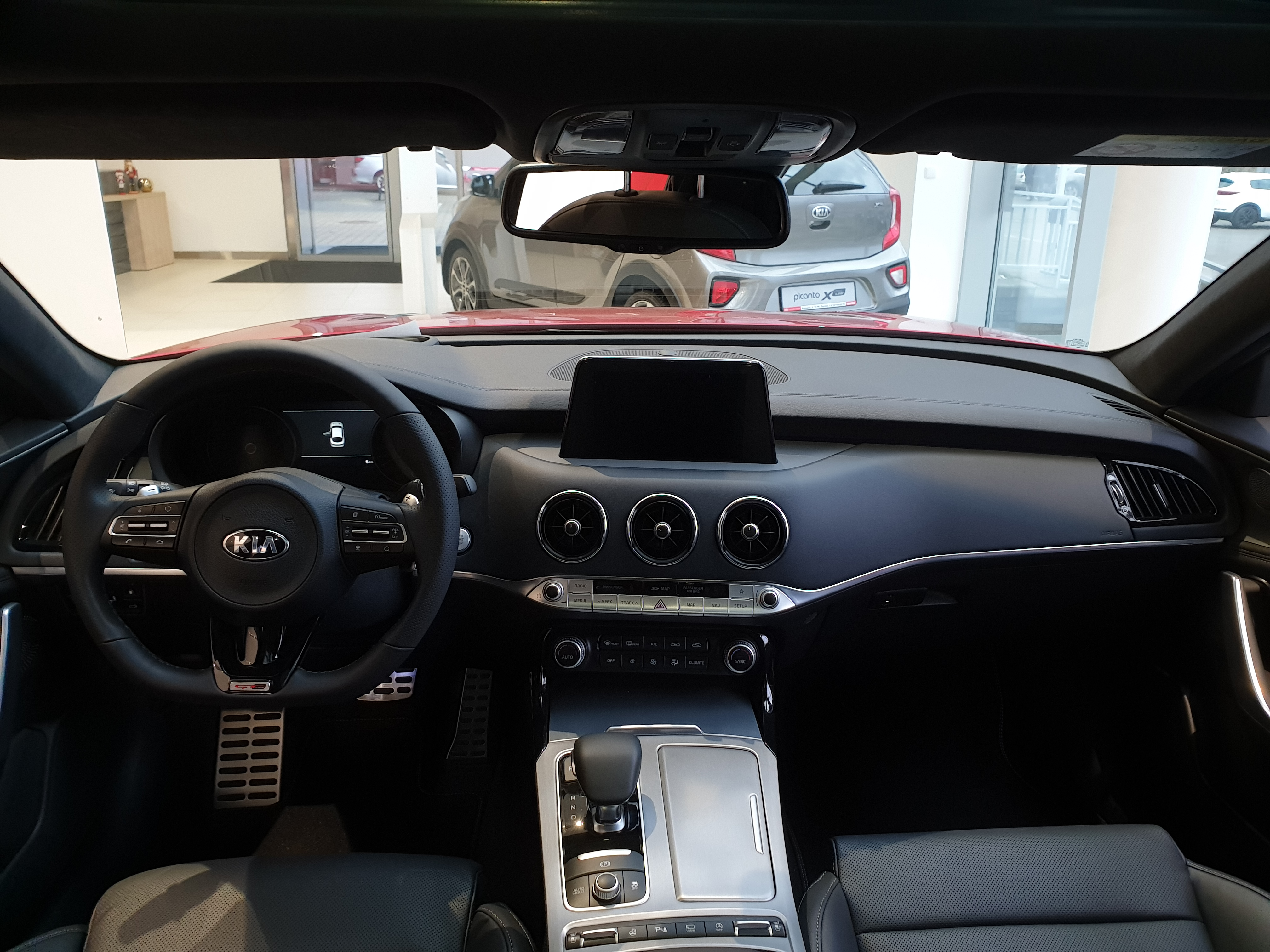
Interieur

## Motoren
| Benzinemotoren | Benzinemotoren | Benzinemotoren | Benzinemotoren         | Benzinemotoren | Benzinemotoren | Benzinemotoren         | Benzinemotoren | Benzinemotoren   | Benzinemotoren | Benzinemotoren |
| Model          | Type motor     | Cilinderinhoud | Vermogen               | Koppel         | Topsnelheid    | Acceleratie 0-100 km/h | Uitstoot       | Versnellingsbak  | Jaar           | Opmerking      |
| -------------- | -------------- | -------------- | ---------------------- | -------------- | -------------- | ---------------------- | -------------- | ---------------- | -------------- | -------------- |
| 2.0 T-GDI      | I4 Turbo       | 1998cm³        | 180kW (245pk) @6200rpm | 353Nm @1400rpm | 233 km/h       | 6,3 s                  | 189 g/km       | 8-traps automaat | 2018-          |                |
| 3.3 T-GDI      | V6 Twin-Turbo  | 3342cm³        | 269kW (366pk) @6000rpm | 510Nm @1300rpm | 270 km/h       | 5,5 s                  | 240 g/km       | 8-traps automaat | 2018-          |                |
| Dieselmotoren  |                |                |                        |                |                |                        |                |                  |                |                |
| Model          | Type motor     | Cilinderinhoud | Vermogen               | Koppel         | Topsnelheid    | Acceleratie 0-100 km/h | Uitstoot       | Versnellingsbak  | Jaar           | Opmerking      |
| 2.2 CRDi       | I4 Turbo       | 2199cm³        | 147kW (200pk) @3800rpm | 440Nm @1750rpm | 230 km/h       | 7,6 s                  | 154 g/km       | 8-traps automaat | 2018-          |                |

Huidige modellen Europa:
Ceed ·
EV3 ·
EV6 ·
EV9 ·
Niro ·
Niro EV ·
Picanto ·
Sorento ·
Sportage ·
Stonic
Overige modellen internationaal:
Bongo ·
Borrego ·
Cadenza ·
Carnival ·
Forte ·
K2 ·
Optima ·
Quoris ·
Ray ·
Soul
Uit productie:
Avella ·
Besta ·
Pregio ·
Carens ·
Cerato ·
Clarus ·
Joice ·
Magentis ·
Opirus ·
Pride ·
Retona ·
Rio ·
Roadster ·
Mentor ·
Sephia ·
Shuma ·
Stinger ·
Venga